# Distrito de Acul-du-Nord
El distrito de Acul-du-Nord (en francés arrondissement d'Acul-du-Nord; y en criollo haitiano: awondisman Akil dinò) es una división administrativa haitiana, que está situada en el departamento de Norte.

## División territorial
Está formado por el reagrupamiento de tres comunas:
- Acul-du-Nord
- Milot
- Plaine-du-Nord